# Roy Little
Roy Little (Mánchester, 1 de junio de 1931 - ibídem, 2 de febrero de 2015) fue un futbolista británico que jugaba en la demarcación de defensa.

## Biografía
Tras formarse como futbolista en el Greenwood Victoria, Little fichó por el Manchester City FC en agosto de 1949, aunque no debutó en liga hasta tres años después en un partido celebrado en Anfield contra el Liverpool FC en enero de 1953. Hizo un total de cinco apariencias más dicha temporada, pero en la siguiente fue deslpazado al banquillo por Jack Hannaway al ser elegido como primera opción en la defensa. Bajo el Plan Revie, Little formó una pareja defensiva con Jimmy Meadows, alcanzando finales consecutivas de la FA Cup. En la final de la FA Cup de 1955, contra el Newcastle United, Little no pudo hacer nada en el dispado de Jackie Milburn que acabó en gol antes del primer minuto del partido. A mitad de la primera media hora de partido, el compañero en la defensa de Little, Meadows, se lesionó, y aunque el Manchester City empató, finalmente el marcador reflejó un 3-1 a favor del Newcastle. En la siguiente temporada, Little volvió a jugar una final de la FA Cup, disputada contra el Birmingham City. Esta vez fue el Manchester City quien marcó un gol tempranero, y en la segunda media hora del partido, el encuentro iba con un marcador de 3-1 a favor del Manchester City. Una lesión del portero Bert Trautmann hizo que el capitán del City Roy Paul considerase poner a Little bajo los palos. Sin embargo, Trautmann insistió en seguir jugando, y el City acabó ganando el partido, dando a Little el único y mayor trofeo que consiguió durante su carrera. Tres días después, losrayos X descubrieron que Trautmann se había partido el cuello.
Little siguió en la alineación del primer equipo dos años más, hasta que perdió su plaza a favor de Cliff Sear en 1958. Debido a esto, el 18 de octubre de ese mismo año, fue transferido al Brighton and Hove Albion FC por 4.850 libras, tras jugar un total de 187 partidos con el City y haber marcado dos goles. Posteriormente jugó para el Crystal Palace FC, recién ascendido de la Football League Third Division. Tras 38 partidos para los Glaziers, Little finalizó su carrera ejerciendo el puesto de jugador-entrenador para el Dover FC.
Falleció el 2 de febrero de 2015 en Mánchester a los 83 años de edad.

## Clubes

### Como futbolista
| Club                        | País       | Año         | Partidos | Goles |
| --------------------------- | ---------- | ----------- | -------- | ----- |
| Manchester City FC          | Inglaterra | 1949 - 1958 | 168      | 2     |
| Brighton and Hove Albion FC | Inglaterra | 1958 - 1961 | 83       | 0     |
| Crystal Palace FC           | Inglaterra | 1961 - 1964 | 38       | 1     |
| Dover FC                    | Inglaterra | 1964 - 1966 | 68       | 0     |

### Como entrenador
| Club     | País       | Año         |
| -------- | ---------- | ----------- |
| Dover FC | Inglaterra | 1964 - 1966 |

## Palmarés

### Campeonatos nacionales
| Título | Club               | País       | Año  |
| ------ | ------------------ | ---------- | ---- |
| FA Cup | Manchester City FC | Inglaterra | 1956 |